# کراسنودار
کراسنودار (به روسی: Краснодар) شهری در کشور روسیه که در سرزمین کراسنودار واقع شده‌است.
این شهر در مجاورت رودخانهٔ کوبان و در ۱۴۸ کیلومتری دریای سیاه قرار دارد. جمعیت این شهر در آخرین سرشماری برابر با ۷۴۴٬۹۹۵ نفر بوده‌است؛ لذا از نظر جمعیت، هفدهمین شهر پرجمعیت روسیه به حساب می‌آید.

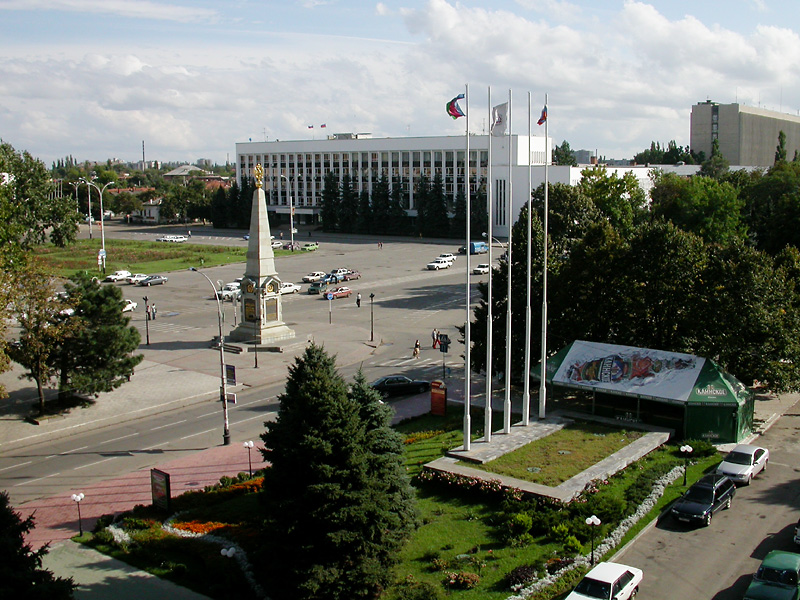